# Consiliul de Stat al României
Consiliul de Stat reprezintă un organ colegial, care a deținut funcțiile și atribuțiile unui șef de stat al Republicii Populare Romîne și al Republicii Socialiste România în perioada 1961-1989, înlocuind Prezidiul Marii Adunări Naționale. 
Înființat în martie 1961, Consiliul de Stat era format inițial dintr-un președinte, trei vicepreședinți și 13 membri. Consiliul de Stat a fost menținut și de Constituția RSR din 1965. Numărul membrilor a fost mărit la 15 în decembrie 1967 și la 22 în martie 1969. În anul 1974, Constituția a fost modificată, creându-se funcția de președinte de republică, îndeplinită de o singură persoană, iar numărul de vicepreședinți ai Consiliului de Stat a fost mărit la 4.
Prin Decretul – Lege nr. 2 din 27 decembrie 1989 privind constituirea, organizarea și funcționarea Consiliului Frontului Salvării Naționale se creează funcția de președinte al Consiliului. Acest Decret – Lege încredințează exercitarea atribuțiilor de șef de stat președintelui consiliului, care a fost Ion Iliescu.

## Conducerea Consiliului de Stat
De-a lungul timpului, Consiliul de Stat a avut drept conducători pe următorii lideri politici comuniști:

### Președinți
- Gheorghe Gheorghiu-Dej - președinte al Consiliului de Stat al RPR (21 martie 1961 - 19 martie 1965)
- Ion Gheorghe Maurer, Ștefan Voitec și Avram Bunaciu - vicepreședinți al Consiliului de Stat al RPR (19-24 martie 1965)
- Chivu Stoica - președinte al Consiliului de Stat al RSR (24 martie 1965 - 9 decembrie 1967)
- Nicolae Ceaușescu - președinte al Consiliului de Stat al RSR (9 decembrie 1967 - 28 martie 1974)

### Vicepreședinți
- Ion Gheorghe Maurer (1961 -1967)
- Ștefan Voitec (1961 - 1965, 1974 - 1984)
- Avram Bunaciu (1961 - 1965)
- Emil Bodnăraș (9 decembrie 1967 - 24 ianuarie 1976)
- Ștefan Peterfi (1967 - 1978)
- Vasile Vâlcu (1974 - ?)
- Emil Bobu (1975 - 1979)
- Maria Ciocan (1980 - 1985)
- Petru Enache (1980 - 1987)[1]
- Manea Mănescu (1969 - 1972)
- Miron Constantinescu (1972 - 1974)
- Gheorghe Rădulescu (1979 - 1989)